# Thomas Say

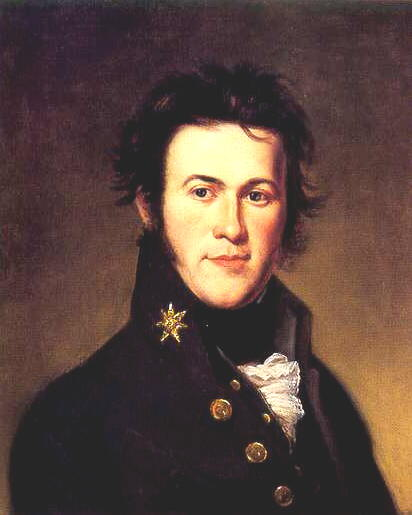
Thomas Say von Charles Willson Peale (1818)

Thomas Say (* 27. Juni 1787 in Philadelphia, Pennsylvania; ⚭ 4. Januar 1827 Lucy Way Sistare (1801–1886) in New Harmony, Indiana; † 10. Oktober 1834 ebenda) wird von vielen als Vater der amerikanischen Entomologie angesehen. Er war der erste amerikanische Entomologe und ein Wissenschaftler auf den Gebieten der Malakologie (Weichtierkunde) und der Crustaceologie (befasst sich mit den Krebstieren).

## Leben
Er war der Großenkel des Mitbegründers der American Philosophical Society, John Bartram (1699–1777), und der Großneffe von William Bartram (1739–1823). Die ganze Familie bestand aus Angehörigen einer Quäker-Sekte. Says Aussage, dass er der Society of Friends, einer Quäker-Sekte, angehöre, führte dazu, dass er der Schule verwiesen wurde. Daraufhin ging er zur Friends' Academy of Weston, einige Meilen außerhalb Philadelphias. Später half er dann seinem Vater Benjamin Say (1755–1813), einem angesehenen Arzt und Apotheker und späteren Kongressabgeordneten, in der Apotheke aus und sammelte Käfer und Schmetterlinge. Obwohl er sich eher für Naturgeschichte interessierte, bewegte sein Vater ihn dazu, seine Apotheke weiterzuführen.
In Philadelphia wurde das erste amerikanische Naturgeschichtemuseum errichtet. Es werden dort tausende Insekten und andere Tiere ausgestellt, wie auch Benjamin Franklins (1706–1790) Angorakatze und einer der Goldfasanen des ehemaligen US-Präsidenten George Washington (1732–1799). Say hat sich sehr für dieses Museum interessiert und verbrachte viel seiner Freizeit dort.
Im Jahre 1812 machte die Apotheke bankrott und Say verschrieb sich den Rest seines Lebens seiner wahren Liebe, der Naturgeschichte. Seitdem er 1812 die Academy of Natural Sciences in Philadelphia mitbegründete, war er Mitglied ihrer Charta. Er wurde dort zum Kustos der Bibliothek und der Sammlungen berufen; keine große Aufgabe, denn zu dieser Zeit belief sich die Anzahl der Ausstellungsstücke auf unter zehn heimische Insekten, einige Korallen und Muscheln, einen getrockneten Vertreter der Froschfische (Batrachoididae) und einen durch Ausstopfen konservierten Affen. 1817 wurde er zum Mitglied der American Philosophical Society.
Im Jahre 1821 wurde Say für sechs Jahre als Kurator an der American Philosophical Society angestellt. Ab 1822 bis 1828 diente er als Professor für Naturgeschichte an der University of Pennsylvania. Später verließ er Philadelphia für immer und trat der von Robert Owen (1771–1858) und William Maclure gegründeten Boatload of Knowledge (dt.: eine Bootsladung Wissen) bei, die auf einem Frachtboot in New Harmony im Wabash River ansässig war und ein Team von Wissenschaftlern stellte. Er wurde auch Mitglied der Utopian Community of Rappites, einer deutschen religiösen Sekte, die sich dort entwickelte. Say heiratete 1827 in New Harmony heimlich Lucy Way Sistare, eine Zeichnerin und Illustratorin der Conchologie und erstes weibliches Mitglied der Academy of Natural Sciences, und verbrachte seinen Lebensabend dort. Das Klima am Wabash River setzte ihm allerdings gesundheitlich sehr zu, er bekam eine Magenmuskelschwäche und erlitt die Ruhr. Man riet ihm, in die besser klimatisierte Heimat zurückzukehren, doch wollte er seine erworbenen Freundschaften in New Harmony nicht aufgeben und blieb dort, wo er im Alter von 47 Jahren an Typhus verstarb.

## Forschungsreisen
Say unternahm Anfang 1818 mit dem Präsidenten der Academy of Natural Sciences, William Maclure (1763–1840) und zwei weiteren Kollegen, Titian Ramsay Peale (1799–1885) und George Ord (1781–1866), eine Forschungsreise auf die Sea Islands von Georgia bis nach Ost-Florida, vornehmlich um weitere Arten zu sammeln; diese endete jedoch abrupt, als Indianer ihn attackierten.
Dann wurde er als Zoologe und Botaniker zu Major Stephen Harriman Longs (1784–1864) 18-monatiger wissenschaftlicher Expedition in die 1803 von Frankreich erstandene Kolonie Louisiana eingeladen. Die Reise ging 1819/20 vom Mississippi River bis in die Rocky Mountains, Say lernte viel über Indianer und die Fauna entlang der Wegstrecke. Eines der Insekten, die Say auf dieser Expedition beschrieb, war 1824 der Kartoffelkäfer (Leptinotarsa decemlineata), der ursprünglich aus Amerika stammt und sich mittlerweile auf der ganzen Welt ausgebreitet hat. Trotz ihren Erfolgs zollte diese Reise aber auch ihren Tribut: abgekämpft und halb verhungert kam die Forschergruppe mit nur noch wenigen Pferden zurück, viele von den Reisetagebüchern hat Say von Deserteuren gestohlen. Als leitenden Zoologen lud Major Long ihn 1823 zu einer zweiten Expedition ein, diesmal zum Ursprung des Mississippis, dem Lake Itasca.

## Erstbeschreibungen
Thomas Say ist Erstbeschreiber der Archenmuschel Noetia ponderosa SAY 1822.

## Publikationen

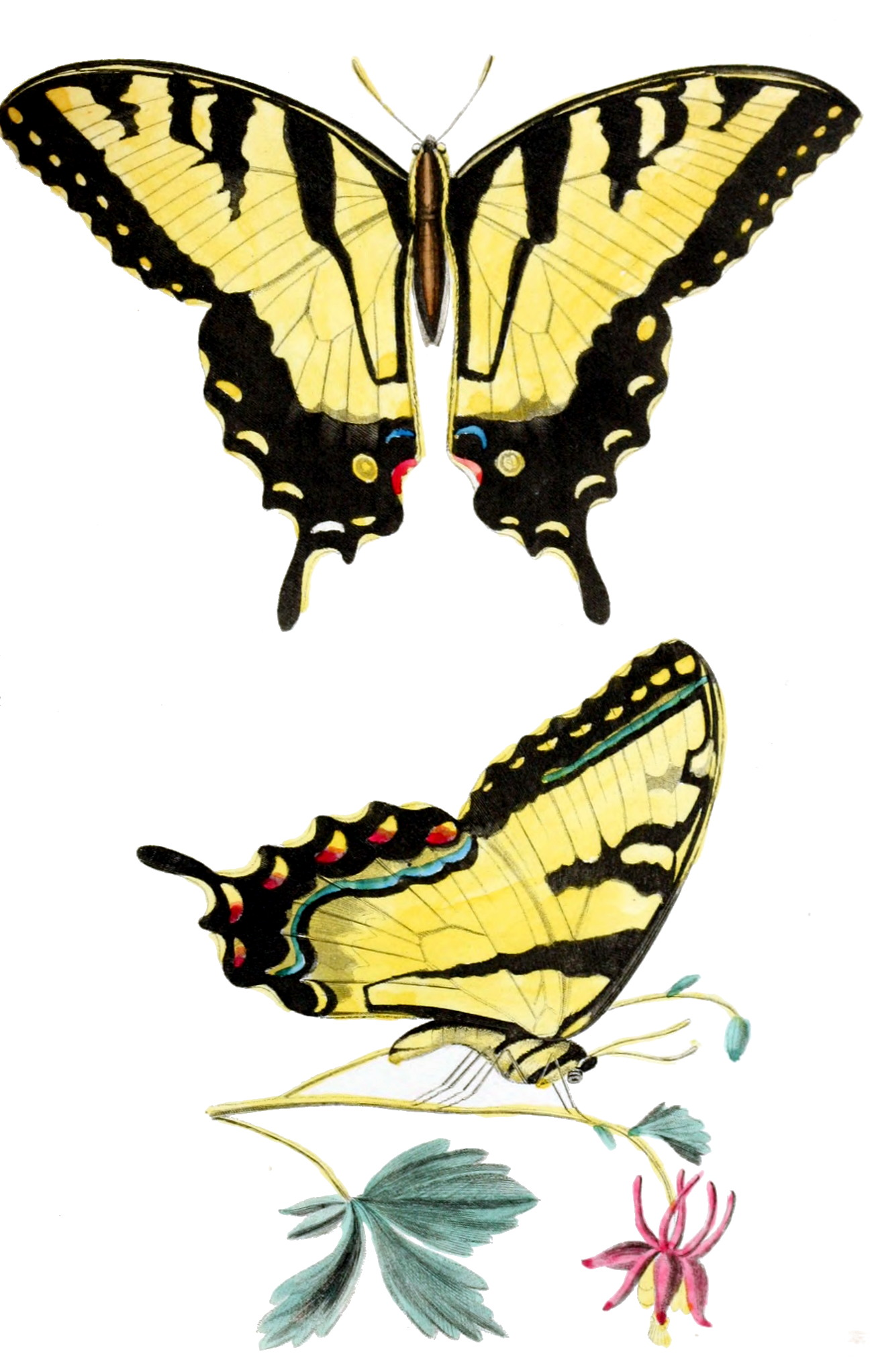
Papilio glaucus von Thomas Say in American Entomology

Say beschrieb über 1500 Insektenarten. Im Jahre 1816/17 brachte er das Manuskript Conchology. heraus, dass der amerikanischen Ausgabe William Nicholsons (1753–1815) British encyclopedia. beilag. Es war die erste Schrift über heimische Schalenweichtiere eines amerikanischen Autors. Say publizierte 1824-28 ein dreibändiges Werk über amerikanische Entomologie, American entomology or Descriptions of the insects of North America.

### Schriften
- Oeuvres entomologiques de Th. Say. Lequien fils, Paris 1837 p.m.
- Descriptions of new species of curculionites of North America. New Harmony 1831.
- American conchology. School Press, New Harmony 1830-38 p.m.
- Descriptions of new species of North American insects. New Harmony 1829-33.
- A glossary to Say’s Entomology. Mitchell, Philadelphia 1825.
- American entomology or Descriptions of the insects of North America. Mitchell, Philadelphia 1824-28.
- American entomology or Descriptions of the insects of North America ... Mitchell & Ames, Philadelphia 1817. (vorläufig)
- Mitarbeit in: E. James: Account of an expedition from Pittsburgh to the Rocky Mountains, performed in the years 1819, 1820, by order of the Hon. J. C. Calhoun, Secretary of War, under the command of Major Stephen H. Long. Vol. 2. and 3, H. C. Carey & I. Lea, Philadelphia 1823.

### Bibliographie
- Claus Nissen: Die zoologische Buchillustration. Ihre Bibliographie und Geschichte. Band I: Bibliographie. Anton Hiersemann Verlag Stuttgart 1969, S. 361–362 und 460 (2. Spalte).

### Biographie
- Benjamin Hornor Coates: A Biographical Sketch of the late Thomas Say, Esq. Philadelphia 1835.
- Patricia Tyson Stroud: Thomas Say. Philadelphia 1992, ISBN 0-8122-3103-1.
- Harry Bischoff Weiss, Grace M. Ziegler: Thomas Say. Thomas, Springfield, Baltimore 1931, ISBN 0-405-10641-6, ISBN 0-405-10737-4.